# Société d'Électricité et de Traction
De Société d'Électricité et de Traction was een Belgisch energiebedrijf dat rond 1919 ontstond uit de Compagnie Mutuelle de Tramways en in 1929 fuseerde met de Compagnie Auxilliare d'Électricité et de Transport tot Tractionel.

## Oprichting en ontwikkeling
De Compagnie Mutuelle de Tramways werd op 28 september 1895 opgericht door de Belgische ingenieur Charles Charlier en de Russische ingenieur Ivan Likhatschev. De Mutelle de Tramways (of CMT) had als doel de oprichting en uitbating van publieke transportbedrijven in België en het buitenland. Daarnaast werd ook gezocht naar industriële toepassingen (privé of publiek) van (elektrische) aandrijfkracht (Traction). Aanvankelijk was de CMT enkel een trambedrijf (waarvoor het zelf de elektriciteit moest produceren), maar gaandeweg ontwikkelde het zich meer en meer als elektriciteitsbedrijf. In 1905 nam zo bijvoorbeeld een participatie in de elektriciteitsproducent Société d'Électricité de l'Escaut, het latere Ebes.
Tezamen met Société Générale de Chemins de Fer Economiques en de ''Société Générale Belge d'Entreprises Electriques sluit de C.M.T. zich aan bij de holding van Gaz Belge (opgericht in 1862).

## Russische revolutie
In 1919 moet de CMT gered worden van het faillissement na de Russische Revolutie. De CMT had verschillende belangen in Russische steden, zoals bijvoorbeeld in de gas- en elektriciteitsvoorziening van de stad Kazan, die na de installatie van het sovjetbestuur tot staatsbezit werden verklaard. De CMT wordt aldus in 1919 geherkapitaliseerd en verandert van naam. De nieuwe naam van luidt Société d'Électricité et de Traction, afgekort tot Électricité et Traction.

## Tractionel
Later in het interbellum fuseert het bedrijf met de Compagnie Auxilliare d'Électricité et de Transport. Dit laatste bedrijf was een dochtermaatschappij van Électricité et Traction en de Groep Empain. De nieuwe naam werd Traction & Électricité. Aanvankelijk wordt deze afgekort tot T.E., maar later zal de korte naam Tractionel in gebruik genomen worden.